# Liberia na Letnich Igrzyskach Olimpijskich 1984
Liberię na Letnich Igrzyskach Olimpijskich 1984 reprezentowało 7 sportowców.

## Skład kadry

### Lekkoatletyka
Mężczyźni
- Oliver Daniels - 100 metrów - odpadł w eliminacjach
- Augustus Moulton - 200 metrów - odpadł w eliminacjach
- Samuel Sarkpa - 400 metrów - odpadł w eliminacjach
- Nimley Twegbe

5000 m - odpadł w eliminacjach
Maraton - nie ukończył
- Wallace Obey, Hassan Tall, Oliver Daniels, Augustus Moulton - 4 × 100 metrów - odpadli w eliminacjach

Kobiety
- Grace Ann Dinkins - 100 metrów - odpadła w eliminacjach